# مقاطعة كارتير (مونتانا)
مقاطعة كارتير (بالإنجليزية: Carter County)‏ هي إحدى مقاطعات ولاية مونتانا في الولايات المتحدة الأمريكية.